# 서울 봉천동 마애미륵보살좌상
서울 봉천동 마애미륵보살좌상은 서울특별시 관악구 봉천동 관악산 북쪽 중턱에 있는 마애불 좌상이다. 1982년 11월 13일 서울특별시 유형문화재 제49호 봉천동 마애미륵불(奉天洞 磨崖彌勒佛)로 지정되었다가, 2009년 6월 4일 봉천동 마애미륵불좌상(奉天洞 磨崖彌勒佛坐像)으로 문화재 지정명칭이 변경되었다.

## 개요
이 불상은 조각 솜씨가 뛰어나고 제작 연대를 알려는 명문이 있어 조선시대 조각사 연구에 중요한 자료이며, 조선 전기와 후기 불상 조각의 변화를 살펴볼 수 있는 대표적인 마애불이다.

## 현지 안내문
이 불상은 관악산 북쪽 중턱의 거대한 절벽 바위 면에 얇은 돋을새김으로 만든 마애 미륵불 좌상이다. 불상의 높이는 1.6m이며 불상 오른쪽에 ‘미륵존불 숭정3년 경오4월일 대시주박산회양주’라고 새겨진 명문이 있다. 이를 통해 이 불상이 1630년(인조 8년)에 만들어졌고 불상의 이름이 미륵존불이라는 것, 불상을 만드는 데 누가 시주를 했는지 등을 정확히 알 수 있다.
이 불상은 연꽃 봉오리를 든 불좌상(佛坐像)으로 연꽃대좌 위에 앉아 있다. 얼굴은 온화하고 풍만한 모습을 하고 있으며 몸을 왼편으로 살짝 틀었다. 머리 광배에는 이중 테두리를 둘렀고, 몸 광배는 한 줄의 음각선으로 나타냈다. 몸에는 가사를 입혔는데, 가슴은 조금 돌출되었고 안에 입은 평행의 내의와 내의를 묶은 매듭이 자세히 조각되어 있다.